# Hanna (serial telewizyjny)
Hanna – internetowy amerykański serial (dramat akcji) wyprodukowany przez NBC Universal International Studios Working Title Television Focus Features oraz Amazon Studios, który jest adaptacją filmu o tym samym tytule z 2011 roku. Serial jest udostępniony od 3 lutego 2019 roku na stronie internetowej platformy Amazon Studios.
Serial opowiada o Hannie, która przez ojca jest szkolona na płatnego zabójcę.

## Obsada

### Główna
- Esme Creed-Miles jako Hanna[1]
- Mireille Enos jako Marissa Wiegler[1]
- Joel Kinnaman jako Erik Heller[1]

### Główne drugoplanowe
CIA:
- Khalid Abdalla jako Jerome Sawyer
- Justin Salinger jako Carl Meisner
- Andy Nyman jako Jacobs
- Yasmin Monet Prince jako Clara

Anglia:
- Rhianne Barreto jako Sophie

Niemcy
- Stefan Rudoph jako Rudi
- Katharina Heyer jako Elsa
- Peter Ferdinando jako Lucas
- Benno Fürmann jako Dieter

Polska
- Joanna Kulig jako Johanna[2]

## Odcinki
| Sezon | Odcinki | Oryginalna emisja w (USA) Amazon Studios | Oryginalna emisja w (USA) Amazon Studios |
| Sezon | Odcinki | Premiera sezonu                          | Finał sezonu                             |
| ----- | ------- | ---------------------------------------- | ---------------------------------------- |
| 1     | 8       | 3 lutego 2019                            | 29 marca 2019                            |

### Sezon 1 (2019)
| Nr | # | Tytuł  | Reżyseria         | Scenariusz      | Premiera w Amazon Studios |
| -- | - | ------ | ----------------- | --------------- | ------------------------- |
| 1  | 1 | Forest | Sarah Adina Smith | David Farr      | 3 lutego 2019             |
| 2  | 2 | Friend | Sarah Adina Smith | David Farr      | 29 marca 2019             |
| 3  | 3 | City   | Jon Jones         | David Farr      | 29 marca 2019             |
| 4  | 4 | Father | Jon Jones         | David Farr      | 29 marca 2019             |
| 5  | 5 | Town   | Amy Neil          | Ingeborg Topsoe | 29 marca 2019             |
| 6  | 6 | Mother | Amy Neil          | David Farr      | 29 marca 2019             |
| 7  | 7 | Road   | Anders Engström   | David Farr      | 29 marca 2019             |
| 8  | 8 | Utrax  | Anders Engström   | David Farr      | 29 marca 2019             |

## Produkcja
Pod koniec maja 2017 roku platforma Amazon ogłosiła zamówienie pierwszego sezonu dramatu. W lutym 2018 roku ogłoszono, że główną rolę w serialu otrzymali: Mireille Enos, Joel Kinnaman oraz Esme Creed-Miles. W grudniu 2018 roku poinformowano, że Joanna Kulig otrzymała rolę jako matka Hanny.
12 kwietnia 2019 roku platforma Amazon przedłużyła serial o drugi sezon.